# 三氟乙酸铷
三氟乙酸铷是一种化合物，化学式为CF3COORb，其酸式盐Rb[H(CF3COO)2]也是已知的。它可由碳酸铷和三氟乙酸反应得到。它热分解生成氟化铷和一些气态产物，如三氟乙酰氟、碳氧化物等。